# Achille Terracciano
Achille Terracciano (Muro Lucano, 5 ottobre 1861 – Caserta, 8 agosto 1917) è stato un esploratore e botanico italiano, specialista di pteridofite.

## Biografia
Achille Terracciano nacque a Muro Lucano il 5 ottobre 1861 da Nicola e Enrichetta Cataldi. Conseguì la licenza liceale nel Convitto Nazionale "Giordano Bruno" di Maddaloni. Si iscrisse poi alla Facoltà di Medicina di Napoli, ma dopo i primi due anni, attratto dallo studio per la botanica, preferì passare alla Facoltà di Scienze Naturali dove si laureò nel 1884. Fu prima assistente all'Istituto Botanico di Roma, poi in quello di Palermo diretto dal Prof. Borzì dove nel 1896 conseguì la libera docenza in Botanica Generale. Nel 1906, quale vincitore di concorso a professore straordinario, si trasferì all'Università di Sassari, ed infine, nel 1917, fu chiamato dall'Università di Siena. Morì a Caserta l'8 agosto dello stesso anno.
Egli contribuì in maniera importante all'erbario del Dipartimento di Biologia vegetale dell'Università di Napoli, così come fece anche suo padre e collega Nicola (1837-1921). Altrettanto importante è il contributo da lui dato alla conoscenza della Flora Africana mediante i campioni di piante raccolti durante le sue esplorazioni in Eritrea e oggi custoditi presso l'Erbario Tropicale di Firenze.

## Esplorazioni in Eritrea
Nel 1892 Achille Terracciano, insieme ad Agostino Pappi, giardiniere del Regio Istituto Botanico di Roma, visitò le isole Dahalah e la Baia di Anfilah poste a sud di Massaua. Per queste esplorazioni ebbe il supporto della nave idrografica "Scilla" che la Marina Militare aveva inviato a compiere rilievi dei fondali lungo le coste eritree, in particolare del Golfo di Zula e delle isole Dahalah. Il diario di questa esplorazione fu pubblicato sul Bollettino della Società Geografica Italiana nel 1894.

Nell'anno successivo (1893) Terracciano visitò l'Hamasen, l'Assaorta, l'Acchele Guzai, la regione dei Mensa, i monti del Ghedem, il territorio degli Habab e numerose altre località dell'Eritrea.

I campioni di piante raccolti in Eritrea da Terracciano e Pappi sono oltre 4.000 e si trovano depositati nell'Erbario Tropicale di Firenze (oggi Centro Studi Erbario Tropicale dell'Università). Essi hanno dato un grandissimo contributo alla conoscenza della Flora dell'Eritrea.

## Opere principali
- Primo contributo ad una monografia delle Agave, Ed. Tip. Barnaba, Napoli, 1885, 58 pagg. 5 tabelle, ill.
- Felci australiane, Adunanza del di 3 aprile 1886, 1886, pagg. 44-52.
- Revisione monografica delle Gagea della flora spagnola, Bol. Soc. Aragonesa C. Naturales 4 (10), 1901.
- Specimen Bryologiae et Hepaticologiae Sardae, Bullettino dell'Istituto Botanico della R. Università di Sassari, 4(1), 1909, pagg. 1-84.
- La Flora Sardoa di M.A. Plazza da Villafranca redatta coi suoi manoscritti, Memoria Reale Acc. Sc. Torino, 64 (15): 1-54, 1914.
- La Flora Sardoa di M.A. Plazza da Villafranca redatta coi suoi manoscritti, Memoria Reale Acc. Sc. Torino, 65 (13): 1-53, 1914.
- Opera botanica, in: Bullettino dell'Istituto Botanico della Regia Università di Sassari, 1: 1-15, 1922.
- La Flora Sardoa di M.A. Plazza da Villafranca redatta coi suoi manoscritti, Memoria Reale Acc. Sc. Torino, 67: 1-78, 1930.